# Natura (filosofia)
|  | Aquest article tracta sobre el concepte filosòfic. Vegeu-ne altres significats a «Natura». |

Natura té dos significats interrelacionats en filosofia. D'una banda, significa el conjunt de totes les coses que són naturals o estan subjectes al funcionament normal de la lleis de la naturalesa. D'altra, significa les propietats essencials i la causa de les coses individuals.
Com entendre el significat i la importància de la natura ha estat un tema constant de discussió dins de la història de civilització occidental, en els camps  filosòfics de la metafísica i l'epistemologia, així com en la teologia i la ciència. L'estudi de les coses naturals i les lleis regulars que semblen governar-les, en oposició a la discussió sobre que significa ser natural (àrea de la ciència natural).

## Naturalesa clàssica i metafísica aristotèlica
La Física (de ta phusika "les [coses] naturals") és el principal treball d'Aristòtil sobre la natura. A Física II.1, Aristòtil defineix la naturalesa com "una font o causa d'acció i de repòs on hi pertany [l'impuls], en virtut de si mateix i no en virtut d'un atribut concomitant.".